# بطولة باوليستا 2016
بطولة باوليستا 2016 هو الموسم 115 من بطولة باوليستا. أشرف على تنظيمه اتحاد باوليستا لكرة القدم ‏، وكان عدد الأندية المشاركة فيه 20، وفاز فيه نادي سانتوس.

## أفضل الهدافين
| مركز | لاعب               | النادي              | الأهداف |
| ---- | ------------------ | ------------------- | ------- |
| 1    | روجر               | ريد بل براغانتينو ب | 11      |
| 2    | رودريغو أندرادي    | أوداكس              | 8       |
| 2    | ألكساندرو          | بالميراس            | 8       |
| 3    | وليام بوتكر        | الكتان              | 7       |
| 3    | ويلينغتون باوليستا | بونتي بريتا         | 7       |
| 3    | غابرييل            | سانتوس              | 7       |
| 3    | ريكاردو أوليفيرا   | سانتوس              | 7       |